# Saint-Loup-Nantouard
Saint-Loup-Nantouard település Franciaországban, Haute-Saône megyében. Lakosainak száma 122 fő (2022. január 1.). Saint-Loup-Nantouard Sauvigney-lès-Gray, Saint-Broing, Velesmes-Échevanne és Colombine községekkel határos.

## Népesség
A település népessége az elmúlt években az alábbi módon változott:
| Lakosok száma | 103  | 107  | 118  | 122  | 124  | 124  | 127  | 124  | 122  |
|               | 2013 | 2015 | 2016 | 2017 | 2018 | 2019 | 2020 | 2021 | 2022 |